# Хаблова Агнія Іванівна
Агнія Іванівна Хаблова, до шлюбу Федорова (5 серпня 1919–2009) — радянська військова медикиня та снайперка часів Другої світової війни, нагороджена медаллю імені Флоренс Найтінгейл (1965).

## Життєпис
Народилася в селі В'язище, нині присілок в Солецькому районі Новгородської області Російської Федерації. Після закінчення школи переїхала до м. Ленінграда, де вступила до школи ФЗУ при фабриці «Скороход». Закінчивши школу ФЗУ з відзнакою, почала працювати на фабриці швачкою. У травні 1941 року закінчила курси медичних сестер.
До лав РСЧА призвана Московським РВК м. Ленінграда у 1941 році. Служила санітаркою в «електросиловському» полку 2-ї Ленінградської стрілецької дивізії народного ополчення (Московського району), згодом — снайпер роти зв'язку 103-го стрілецького полку 85-ї стрілецької дивізії Ленінградського фронту. На фронті стала доноркою, всього за роки війни 30 разів здавала свою кров для порятунку поранених бійців.
Після закінчення війни звільнилась у запас, направлена на роботу в медико-санітарну частину заводу «Електросила». Створила і очолила організацію Червоного Хреста на заводі. Стала агітаторкою і пропагандисткою донорства, сама 97 разів здавала кров.

## Нагороди
У 1965 році «за надання допомоги пораненим і потерпілим під час війни, за неодноразовий ризик заради порятунку людей» удостоєна почесної нагороди Міжнародного комітету Червоного Хреста — медалі імені Флоренс Найтінгейл.
Нагороджена також орденами Дружби, Вітчизняної війни 2-го ступеня (11.03.1985), медалями, у тому числі «За бойові заслуги» (28.09.1943), нагрудними знаками «Відмінник охорони здоров'я СРСР», «Почесний донор СРСР».